# Luigi Garlatti Venturini
Luigi Garlatti-Venturini (Sinaia, 16 marzo 1885 – Ancona, 3 agosto 1962) è stato un architetto italiano.

## Biografia
Luigi Garlatti Venturini fece parte di una famiglia di origine friulana che annoverava numerosi artisti fra i suoi membri: il nonno fu un esimio scultore del legno a Venezia mentre il padre Domenico, recatosi giovanissimo in Romania, divenne architetto della famiglia reale a Sinaia. A cinque anni, dopo la morte della madre, fu costretto a recarsi dai nonni italiani a Forgaria nel Friuli, in provincia di Udine. Diventato architetto, vinse a pieni voti il concorso per la cattedra di architettura, teoria delle ombre, geometria descrittiva e storia dell'arte nella Regia Accademia di belle arti delle Marche in Urbino.
Chiusa l'Accademia nel 1924, cercò di riprendere il posto di professore a vita ottenuto con regolare concorso reale. Però solo sostenendo un secondo concorso egli riuscì ad entrare in ruolo nel Liceo scientifico di Reggio Emilia. Durante la guerra e lo sfollamento, venne ospitato generosamente per due anni a Corinaldo dalla famiglia di un suo discepolo, anch'egli architetto, Antonio Dominici, per la quale ebbe sempre la massima riconoscenza. Altri suoi allievi furono Eusebio Petetti, Giovanni Gosgnach ed altri protagonisti della ricostruzione post bellica nelle Marche. La sua attività di progettista fu molto intensa anche se pochi suoi progetti furono attuati ad Ancona ed ebbe più fortuna fuori dal capoluogo marchigiano. Pur prediligendo l'architettura sacra, partecipò a numerosi concorsi per edifici pubblici e progettò molte abitazioni private.
Nelle Marche operò nelle province di Ancona e Pesaro, ma fu attivo anche in Veneto e in Friuli Venezia Giulia. In campo urbanistico rivestono particolare interesse il progetto di sistemazione dell'Astagno del 1929 e l'apertura di corso Stamira e corso Garibaldi in Ancona. Inoltre interessante fu anche il progetto del 1936 di ampliamento della via del comune, oggi Pizzecolli, per la quale Garlatti pensò a porticati laterali che avrebbero dato maggiore spazio e aria alla via e facilitato il passaggio dei pedoni. Nel progetto del 1950 per la sistemazione del colle Guasco, dopo le distruzioni belliche, previde la ricostruzione delle case degli operai che lavoravano al cantiere nautico e una strada di risalita al colle fino al duomo.